# 韩国驻沈阳总领事馆
韩国驻沈阳总领事馆（韓語：주선양 대한민국 총영사관）是大韩民国政府在中国辽宁省沈阳市设立的总领事馆。现任总领事是崔喜惪。

## 历史
- 1999年7月8日：大韩民国驻华大使馆驻沈阳领事办公室开馆。
- 2003年4月17日：领事办公室升格为总领事馆。

## 领区
- 辽宁省
- 吉林省
- 黑龙江省